# اچ‌ام‌ای‌اس کورا
اچ‌ام‌ای‌اس کورا (به انگلیسی: HMAS Cowra) یک کشتی بود که طول آن ۱۸۶ فوت (۵۷ متر) بود. این کشتی در سال ۱۹۴۳ ساخته شد.